# Adam Sobieraj
Adam Sobieraj (ur. 26 czerwca 1985) – polski zapaśnik w stylu wolnym, brązowy medalista mistrzostw Europy.
Największym jego sukcesem jest brązowy medal mistrzostw Europy w Baku w kategorii do 66 kg. Jest zawodnikiem Grunwaldu Poznań.